# Üç Kuruş
 (octobre 2022).
Üç Kuruş (en français "Trois sous") est une série télévisée turque réalisée par Sinan Öztürk et scénarisée par Damla Serim, Eset Akçilad et Murat Uyurkulak . La série a été produite par la société de production audiovisuelle Ay Yapım (tr). 
Elle a initialement été diffusée sur Show TV et se compose de 28 épisodes. La dernière diffusion a eu lieu le 30 mai 2022.

## Tournage
La série a été tournée à Istanbul, dans les quartiers de Balat ( Fatih) et de Çayırbaşı (Sarıyer). Certaines scènes ont été filmées dans l'ancienne usine de chaussures de Beykoz.

## Distribution et personnages

### Les personnages principaux
- Kartal Çaka (Uraz Kaygılaroğlu) : Le chef du district de Çıngıraklı. Il a tué Nezih, Korkmaz, Baybars et Kılıç. Il est l'ex-mari de Bahar.
- Efe Tekin (Ekin Koç) : Le commissaire idéaliste du Bureau des Crimes Organisés. Son but était d'arrêter Kartal, mais il tombera amoureux de la sœur de celui-ci.
- İrfan Kahraman (Diren Polatoğulları) : Le tueur en série, qui travaillait en tant que musicien.
- Bahar Yöndel (Nesrin Cavadzade) : La fille de Nezih. Elle était la femme de Kartal.
- Leyla Çaka (Aslıhan Malbora) : La sœur de Kartal et la femme d'Efe.
- Oktay Çaka (Civan Canova) : Le père de Kartal.
- Neriman Çaka (Nursel Köse) : La tante de Kartal. Elle était la femme de Baybars.
- Nezih Yöndel (Zafer Algöz) : Chef de la mafia et le père de Bahar. Kartal l'a tué.
- Baybars Hicaz (Kadir Cermik) : Chef de la mafia. Kartal l'a tué.
- Azade (Sezin Akbaşoğulları) : La chef de la mafia qui travaillait pour Baybars.
- Çetin Hicaz (Bora Akkaş) : Le fils de Baybars, le frére de Kılıç et le cousin de Kartal.
- Korkmaz (Mehmet Bozdogan) : Chef de la mafia. Kartal l'a tué.
- Kılıç Hicaz (Necip Memili) : Le chef de la mafia, le fils de Baybars et le grand-frére de Çetin. Kartal l'a tué.